# Wyspy Zawietrzne (Morze Karaibskie)
Wyspy Zawietrzne (hiszp. Islas de Sotavento, nid. Benedenwindse Eilanden, fr. Îles Sous-le-Vent, ang. Leeward Antilles) – grupa wysp w Ameryce Południowej, na Morzu Karaibskim, w południowej części archipelagu Małych Antyli. 
Wyspy zawdzięczają swą nazwę usytuowaniu w południowej części Morza Karaibskiego, gdzie mniej niż Wyspy Nawietrzne są narażone na wiatry, wiejące głównie z północy.
Nazwa „Wyspy Zawietrzne” stosowana była także względem kolonii brytyjskiej, istniejącej w latach 1833–1960 i obejmującej początkowo wyspy Grenada, Saint Lucia, Saint Vincent, Grenadyny, Barbados (w 1885 r. Barbados wydzielono w osobną kolonię), Tobago (w 1889 wyspa została przyłączona do Trynidadu) i Dominika (od 1940 r., kiedy wyspę wyłączono z kolonii British Leeward Islands).
Klimat jest tu gorący, a opady deszczu bardzo obfite. Wiele wzgórz porastają gęste lasy. Nieocenionym schronieniem przed nawiedzającymi te tereny huraganami są ukryte w głębi lądu małe porty. Na wyspach uprawia się rośliny przeznaczone do spożycia na lokalnym rynku, kakao i owoce cytrusowe. Głównym źródłem dochodu jest turystyka.

## Lista wysp
- Aruba (terytorium zależne Holandii)
- Bonaire (terytorium zależne Holandii)
  - Klein Bonaire
- Curaçao (terytorium zależne Holandii)
  - Klein Curaçao
- wyspy należące do Wenezueli
  - Wyspy Ptasie (Dependencje Federalne)
  - Archipelag Los Roques (Dependencje Federalne)
  - La Orchila (Dependencje Federalne)
  - Tortuga (Dependencje Federalne)
  - La Blanquilla (Dependencje Federalne)
  - Archipelag Los Hermanos (Dependencje Federalne)
  - Margarita (Nueva Esparta)
  - Cubagua (Nueva Esparta)
  - Coche (Nueva Esparta)
  - Wyspy Los Frailes (Dependencje Federalne)
  - La Sola (Dependencje Federalne)
  - Archipelag Los Testigos (Dependencje Federalne)

## Terminologia
Istnieją dwa różne podziały Małych Antyli na Wyspy Nawietrzne i Zawietrzne. Zgodnie z podziałem anglosaskim, który wywodzi się z kolonialnego podziału administracyjnego, Wyspy Zawietrzne (Leeward Islands) ciągną się od Wysp Dziewiczych po Gwadelupę, natomiast Wyspy Nawietrzne (Windward Islands) od Dominiki po Grenadę wraz z Barbadosem (czasami włączany do nich jest Trynidad i Tobago). Podział stosowany w języku hiszpańskim, francuskim i niderlandzkim jest starszy i wywodzi się z hiszpańskiego podziału Antyli. Według tego podziału Wyspami Nawietrznymi (hiszp. Islas de Barlovento, fr. Îles du Vent, nid. Bovenwindse Eilanden) są wyspy ciągnące się od Wysp Dziewiczych po Granadę, natomiast Wyspami Zawietrznymi (hiszp. Islas de Sotavento, fr. Îles Sous-le-Vent, nid. Benedenwindse Eilanden) są przybrzeżne wyspy Wenezueli oraz Curaçao, Bonaire i Aruba (według podziału anglosaskiego to trzecia grupa wysp o nazwie Leeward Antilles, dosłownie Zawietrzne Antyle).
W języku polskim od lat 50. stosowany był podział anglosaski, przy czym dla Leeward Islands stosowano nazwę Wyspy Podwietrzne, natomiast dla Windward Islands nazwę Wyspy Zawietrzne, przy czym polskie nazwy były ustalone błędnie leeward oznacza „zawietrzny” (a nie „podwietrzny”), a windward oznacza „nawietrzny” (a nie „zawietrzny”). W 2011 roku Komisja Standaryzacji Nazw Geograficznych po konsultacjach z geografami ustaliła odejście od podziału anglosaskiego i przyjęcie podziału Małych Antyli zgodnie ze stosowanym w języku francuskim, hiszpańskim i niderlandzkim.